# Forte Saccarana
Il forte Saccarana o forte Zaccarena o forte Tonale (ted. Werk Tonale) è un forte austriaco costruito per difendere i confini dell'Impero austro-ungarico. Il forte appartiene allo "Sbarramento Tonale" del "Subrayon II" del grande sistema di fortificazioni austriache al confine italiano.

## Storia

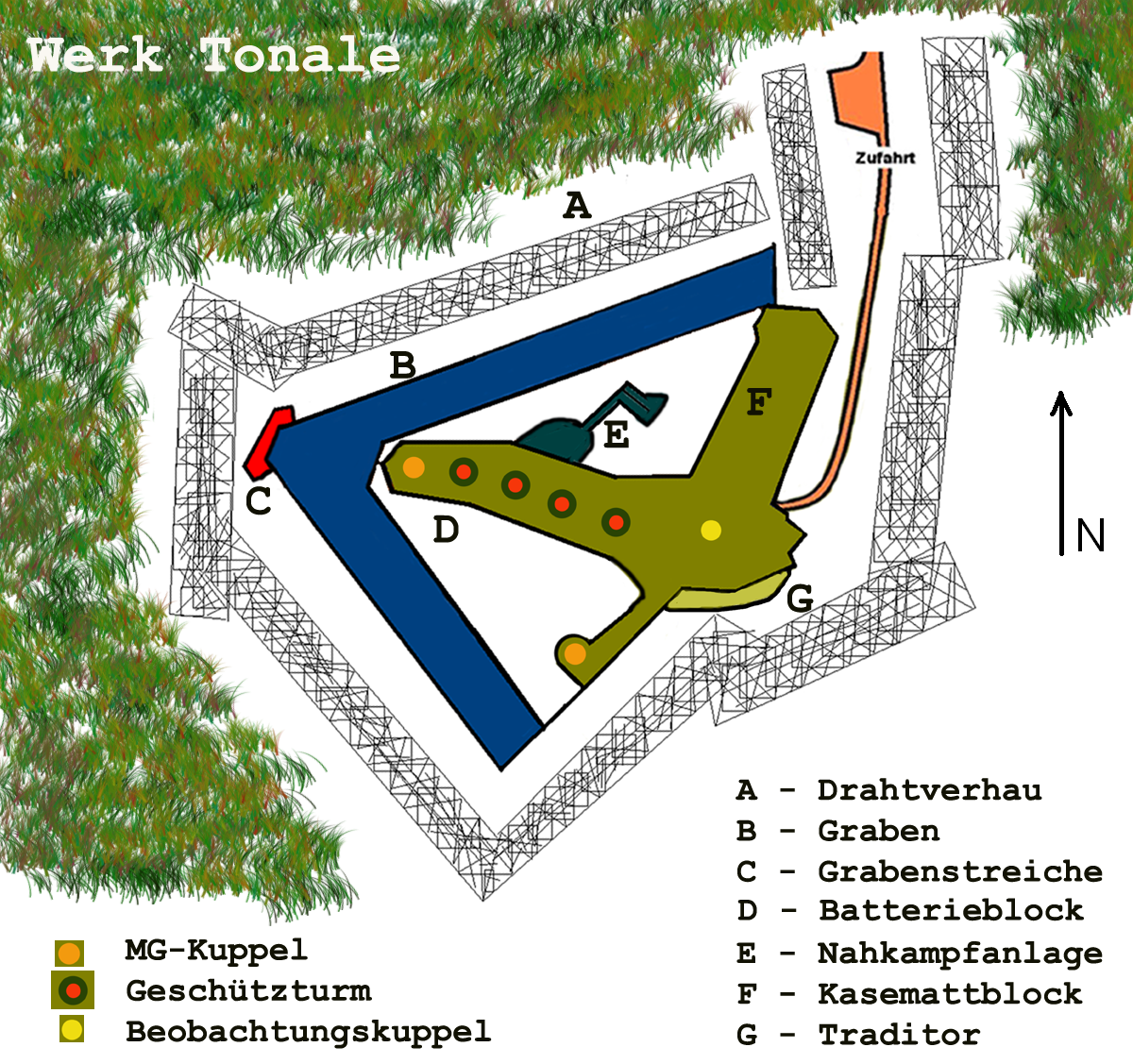
Piantina del forte Zaccarena

Fu realizzato tra il 1908 e il 1912, a 2.116 metri sul livello del mare. Questa fortificazione dominava il passo del Tonale e rappresentava il forte più in quota dei forti austriaci dell'epoca. Era collegato mediante il forte Mero al forte Presanella.
Era una grossa costruzione articolata in tre blocchi, fino a cadere negli anni a rudere.
Anche questo forte è stato recentemente interessato da lavori di restauro.

## Armamento
- 4 obici da 10 cm Mod. 09, posti su cupole corazzate girevoli
- 2 casematte corazzate che ospitavano:
  - cannoni da 8 cm Mod. 05
  - 17 mitragliatrici da 8 mm M 07/12 Schwarzlose